# Hliš
Hliš je priimek v Sloveniji, ki ga je po podatkih Statističnega urada Republike Slovenije na dan 1. januarja 2010 uporabljalo 128 oseb.

## Znani nosilci priimka
- Danijela Hliš (por. Thirion) (*1949), izseljenska pisateljica, pesnica
- Jaka Hliš, pevec
- Mateja Hliš, logopedinja/defektologinja?